# Ramiro Bruschi
Ramiro Bruschi, vollständiger Name Washington Ramiro Bruschi Sanguinetti, (* 5. September 1981 oder 9. Mai 1981 in Tacuarembó) ist ein ehemaliger uruguayischer Fußballspieler.

## Karriere
Der je nach Quelle 1,61 oder 1,67 Meter große Offensivakteur Bruschi gehörte von der Clausura 2001 bis ins Torneo Clasificatorio 2004 dem Kader des norduruguayischen Erstligisten Tacuarembó FC an. In der Zwischensaison sowie der Apertura des Jahres 2005 wird er dann in den Reihen des im Westteil des Landes ansässigen Paysandú FC geführt. Für diese beiden Spielrunden werden ihm zwölf bzw. 16 Erstligaeinsätze zugeschrieben, bei denen er jeweils fünfmal ins gegnerische Tor traf. In der Clausura 2006 sowie der Saison 2006/07 war er wieder für den Tacuarembó FC aktiv. Insgesamt bestritt er bei dieser Karrierestation 41 Erstligaspiele mit acht persönlichen Treffern. Es folgte in der Apertura 2007 ein Engagement beim Peñarol Montevideo in Montevideo. Bei den "Aurinegros" kann er auf lediglich einen torlosen Erstligaeinsatz zurückblicken. Von der Clausura 2008 bis in den Juli 2014 spielte er für den in Honduras Hauptstadt Tegucigalpa beheimateten Verein CD Olimpia. In den Spielzeiten 2008/09 bis 2011/12 stehen dort insgesamt 33 Tore in der Liga Nacional für ihn zu Buche. Zudem traf er in diesem Zeitraum fünfmal bei 17 Einsätzen in der Liga Campeones. In der Saison 2012/13 weist die Statistik 37 Ligaspiele mit acht Toren und zwei für ihn torlose Liga-Campeones-Einsätze für ihn aus. 2013/14 lief er in weiteren 16 Ligapartien (zwei Tore) und drei Begegnungen (kein Tor) der Liga Campeones auf. Zur Apertura 2014 kehrte er an den Ausgangsort seiner Karriere zurück und schloss sich wieder dem Tacuarembó FC an, der zuvor Meister der Segunda División geworden und aufgestiegen war. In der Apertura 2014 wurde er siebenmal (ein Tor) in der Primera División eingesetzt. Anfang Januar 2015 wechselte er erneut nach Honduras zu Real España. Dort lief er 16-mal in der Liga Nacional auf und erzielte zwei Treffer. Anschließend wechselte er zu Deportivo Heredia aus Guatemala, wo er mit einer Zwischenstation beim Olancho FC aus Honduras bis 2018 spielte. Seine letzten Karrierejahre verbrachte Bruschi wieder in Honduras beim Tela FC.

## Erfolge
CD Olimpia
- Honduranischer Meister: 2008-C, 2009-C, 2010-C, 2011-A, 2012-C, 2013-C, 2014-C